# 桜月舞
桜月 舞（さつき まい、1978年2月25日 - ）は、日本のAV女優。涼白 舞（すずしろまい）名義の出演作もある。

## 略歴
2003年にAVデビュー。

## 作品

### アダルトビデオ
2003年
- ○禁 緊縛 お戯れを…（7月25日、桃太郎映像出版)共演:雪村沙耶
- 媚薬3（11月27日、グローリークエスト)
- お姉さんが犯してあげる 25（11月27日、クリスタル映像)他出演:中野千夏、高原奈美、雨宮まり、中川亜衣里(桜木萌)、美園そのみ
- 雌的妻（12月5日、グローバルメディアエンタテインメント)
- ザ・筆おろし 28 （12月12日、クリスタル映像)他出演:可愛ラム、ささきふう香、桜田さくら、真咲菜々、藤木なお
- ザ・女子大生狩り（12月19日、クリスタル映像)他出演:阿部かおる、早乙女唯、田中麻里、吉沢ミズキ、緒川さら、卯月万結、杉森風緒、美園そのみ、日向ひな

2004年
- ひとりエッチ（1月23日、桃太郎映像出版)他出演:藤井夢華、藤井姫華、深美みゆみ、観月ひなの
- 大絶頂Selection12連発!!（2月20日、クリスタル映像)
- 奥様欲情日記 いやっ、主人にバレたら… そんな事言っても奥さん腰は動いてますよ（3月21日、アテナ映像)他出演:青山遥、桜井里央、桜井舞
- 発情OL DX 3 キミ…声が大きいよ（5月21日、クリスタル映像)オムニバス作品
- 前戯なき戦い 即入かましてヨカですか（5月21日、クリスタル映像)他出演:青井涼、藤乃弥生、ともさかひかり、吉崎沙南、酒井ちあき、本田レイコ、花咲あやや、速水真保、中澤萌、大野美羽、島村可奈
- おまかせ即尺クリニック2（6月18日、クリスタル映像)他出演:柏木ありさ、藤乃弥生、中野千夏、桃井なつみ、早瀬まなみ、朝霧優、浜田凛、塚本理佐、里美かのん、岬レイナ
- スーパーGスポットXXX Vol9（6月25日、クリスタル映像)オムニバス作品
- 夏祭り![第3回]ゆかた美人大集合 10（7月9日、桃太郎映像出版)他出演:月丘うさぎ、明乃夕奈、白河かれん、矢野温子
- 超オマンコ主義13（7月16日、ワイルドサイド)
- ナイスボディお姉さん4時間SPECIAL6（7月30日、クリスタル映像)他出演:風間ゆみ、桜田さくら、岩下美季、吉崎沙南、高橋美幸、星野ひろみ、吉沢ミズキ、川原レイナ、可愛ラム、滝川麗香、中澤萌、水沢ほたる、斉藤りの、鳥越乃亜(乃亜)、後藤美咲
- 超高級エロミセス（8月15日、マドンナ)
- 野外プレイ3時間スペシャル（8月20日、クリスタル映像)他出演:長谷川美紅、ささきふう香、桃花、柏木ありさ、仲間みゆき、月野真夜、月丘るな、三咲まゆ、本城ヒカル、服部友香
- マル秘女校医7 君だけに教えてあげる（9月4日、クリスタル映像)他出演:矢吹まい、結衣美沙、清水サラ、美月ひなの、坂下みく
- 名門アナル王国7（9月10日、ワイルドサイド)
- 祝!!脱童貞!! 筆おろし5 感謝感激4時間DX（9月17日、クリスタル映像)オムニバス作品
- THE レイプ されたがる女たち DX（9月24日、クリスタル映像)他出演:滝沢愛里、石田ゆりあ、川原レイナ、はらだはるな、矢崎茜、葉月まなか、きくま聖、櫻守ヒカル、三原ちあき、椎名美咲
- レズビアンストーリー20 我忘（10月8日、アウダースジャパン)共演:三好恵理
- お姉さんが犯してあげる4 18連発!!（10月22日、クリスタル映像)他多数出演
- ヘアメイク集団痴女に顔以外もイジられてみませんか?（12月24日、笠倉出版社)…共演:片桐美咲、畑野まゆみ
- 三十路白書 Vol.4（12月30日、文殊)オムニバス作品

2005年
- うれごろ日記 1（1月17日、ミル)
- 親友の母 美熟女饗艶編（1月21日、グラフィティジャパン)共演:美月ゆう子、風間恭子
- 秘女琴＜ひめごと＞　火照り◆淫らな霊が宿る屋敷（1月28日、桃太郎映像出版)オムニバス作品
- 妖艶顔騎（1月31日、実録出版)
- 美人教師狩り 2（2月18日、クリスタル映像)他出演:井上千尋、月野真夜、瀬乃奈美、仁科里緒、宮原未遊、津軽りんご、木村沙恵、藤原優、森脇楓、石田ゆり、奈々瀬あい
- Fero-mode 魅惑のお姉さん編 妖艶なる淫女編（3月18日、桃太郎映像出版)共演:中島京子、三咲まお
- Fero-mode 癒しの美巨乳編 小森美王（3月18日、桃太郎映像出版)共演:小森美王
- Fero-mode 魅惑のお姉さん編 三咲まお（3月18日、桃太郎映像出版)共演:三咲まお
- Fero-mode 魔性の美乳痴女編（3月18日 桃太郎映像出版)共演:麻川麗
- ひとひらの旅　旦那に内緒で不倫旅行［第八章］（4月8日、桃太郎映像出版)
- 巨乳の花道2（4月14日、桜華人妻)
- 熟女拘束イカせまくり地獄（4月15日、マドンナ)他出演:小池絵美子、森本みう、藤沢翔子、水野さくら、RISA
- セックス・ピンポン（5月20日、桃太郎映像出版)共演:早希なつみ、雨宮ラム
- 女捜査官 第四話 暴発（5月27日、桃太郎映像出版)
- コスプレックス みゆき真実（6月3日、桃太郎映像出版)共演:みゆき真実
- 私は痴女人妻編 3時間DX エエ尻してまんな×つゆダクでんなあ（6月17日、クリスタル映像)オムニバス作品
- 猥褻［美人姉妹の姉］（6月24日、桃太郎映像出版)
- 熟・癒され保育園 3（6月25日、マドンナ)オムニバス作品
- ハッスル淫語（7月15日、桃太郎映像出版)
- 熟露出 2（7月25日、マドンナ)他出演:小池絵美子、森本みう、藤沢翔子、水野さくら、RISA
- 中出しスペシャル 桜月舞&デニス（7月29日、桃太郎映像出版)共演:デニス
- 綺麗な女教師のエロいキスと責められる快感桜華人妻（8月10日、AVS)
- 酔娘伝 14（8月12日、桃太郎映像出版)他出演:林マリア、森野雫(川上ゆう)
- セールスレディーの誘惑（8月25日、マドンナ)オムニバス作品
- Feromon>Mai Satsuki（9月22日、Feromon(フェロモン))
- 非日常的悶絶遊戯 45（10月10日、AVS)
- 中出し義母逆レイプ（12月22日、GLAY'z)オムニバス作品

2006年
- ハメ狂うセレブ令嬢 中西舞25歳（1月30日、コージィ)オムニバス作品
- 美人教師狩り 5（2月17日、クリスタル映像)他出演:菊原まどか、椎名あきら、岡本沙織、福山洋子、廣瀬ミナ、つかもと友希、三咲まお、森咲小雪、結城真美
- 義母の癒し 桜月舞（5月25日、マドンナ)
- マナーの悪いおばさん折檻（6月20日、ネクストイレブン)オムニバス作品
- STREET GALS 3 Level'A（6月20日、ネクストイレブン)他出演:荒川美姫、真中莉子、藤沢ひな
- 中出しされた女教師 桜月舞（6月25日、マドンナ)
- 艶姿 ボディストッキング遊戯 第一巻（7月10日、AVS)他出演:朝倉まりあ、友崎亜希、海老原しのぶ、筒見友、真咲菜々、朝日里歌、三沢絹
- 秘女琴 色魔（7月19日、桃太郎映像出版)オムニバス作品
- 奥様欲情日記 4（9月22日、アテナ映像)他出演:青山遥、君島美香、桜井舞、松沢真理、森咲小雪、桜井里央、愛野ののか
- ヘアメイク集団痴女に顔以外もイジられてみませんか?（11月19日、デジMAX(北都))…共演:片桐美咲、畑野まゆみ
- Body Flash 桜月舞（11月22日、トパーズ)

他

### テレビ
- Peach-Pit 桃のたね（MONDO TV）
- 月曜ミステリー劇場「十津川警部シリーズ35・金沢加賀殺意の旅」（2005年7月4日、TBS）